# Stazione di Cansano Ocriticum
La stazione di Cansano Ocriticum è una fermata ferroviaria della ferrovia Sulmona-Isernia.
La fermata serve il parco archeologico di Ocriticum, nel territorio comunale di Cansano, in provincia dell'Aquila.

## Storia
Il progetto di realizzazione della fermata è stato redatto dal servizio infrastrutture e lavori della Fondazione FS Italiane, ente operatore della ferrovia. I lavori di costruzione, iniziati nel novembre 2022 e terminati il 1º agosto 2023, lo hanno reso lo scalo ferroviario di più recente edificazione lungo la linea, seguito dalla stazione di Campo di Giove Maiella, attivata il 19 dicembre 1991. La fermata, chiamata in via ufficiosa "stazione di Ocriticum" durante la sua costruzione, a lavori di edificazione conclusi, ha assunto la denominazione ufficiale di "stazione di Cansano Ocriticum".

## Strutture e impianti
La fermata, gestita da Rete Ferroviaria Italiana, è servita da un unico binario, dotato di un marciapiede laterale della lunghezza di 120 m, comprese le rampe. Il fabbricato viaggiatori si sviluppa su due livelli ed è tinteggiato di beige.

## Movimento
La linea lungo la quale è ubicata la fermata, la Sulmona-Isernia, inaugurata interamente il 18 settembre 1897, l'11 ottobre 2010 ha subito la sospensione dell'esercizio regolare sulla tratta da Castel di Sangro a Carpinone, esteso l'11 dicembre 2011 fino a Sulmona (il tratto da Carpinone a Isernia invece è attivo in quanto in comune con il tracciato della ferrovia Campobasso-Isernia), venendo quindi sostituito da un servizio di bus sostitutivi svolto tra le principali stazioni della ferrovia. Il 17 maggio 2014 il percorso da Sulmona a Castel di Sangro è stato riaperto da Fondazione FS Italiane e dall'associazione Le Rotaie come ferrovia turistica nell'ambito di un progetto per il rilancio dei convogli sull'intera linea ferroviaria, ragion per cui la fermata è servita occasionalmente da treni turistici, effettuati con locomotori e vagoni d'epoca, e da rotabili per i lavori di manutenzione ordinaria.